# واکیاروو
واکیاروو (انگلیسی: Vakiyarovo) یک شهرک در شهرستان کیگینسکی استان باشقیرستان کشور روسیه است.